# Las Palmas (tartomány)

Las Palmas a Kanári-szigetek autonóm közösség egyik tartománya Spanyolországban. Hozzá tartozik Lanzarote, Gran Canaria és Fuerteventura szigete.